# Paul L. Maier
Paul Luther Maier (St. Louis, 31 maggio 1930 – Kalamazoo, 27 febbraio 2025) è stato uno storico, scrittore e religioso statunitense.

## Biografia
Figlio del teologo e pastore luterano Walter A. Maier, Paul ha studiato all'Università di Harvard, dove ha conseguito il Master of Arts nel 1954. L'anno successivo ha conseguito il master in Divinity al Concordia Seminary. Prendendo parte al Programma Fulbright, ha frequentato l'Università Ruperto Carola di Heidelberg e l'Università di Basilea, dove ha studiato con Karl Barth e Oscar Cullmann; a Basilea ha conseguito nel 1957 il Ph.D. in filosofia. Rientrato negli Stati Uniti, è diventato nel 1958 cappellano luterano alla Western Michigan University e nel 1960 professore di storia antica nella stessa università, dove ha insegnato fino al suo ritiro nel 2011. Maier ha anche ricoperto l'incarico di vicepresidente del Sinodo delle chiese luterane del Missouri. 
Maier ha scritto una ventina di libri di argomento storico e storico-religioso. Alcuni libri sono destinati ai ragazzi, altri agli adulti. Tra i libri per adulti, vi sono alcuni libri di fiction storico-religiosa e altri libri non di fiction. È stato autore anche di documentari televisivi, poi raccolti in DVD. Ha partecipato ad alcune puntate del programma televisivo Bullshit! della rete televisiva Showtime, dove si è confrontato con alcuni ospiti contrari all'interpretazione letterale della Bibbia.
Sposato con Joan Ludtke, ha avuto quattro figli. 

## Opere

### Libri per adulti
- A man spoke, a world listened: the story of Walter A. Maier, McGraw-Hill, 1963
- Pontius Pilate, Doubleday, 1968
- First Christmas: The True and Unfamiliar Story in Words and Pictures, Harper & Row, 1971
- First Easter: The True and Unfamiliar Story in Words and Pictures, Harper & Row, 1973
- First Christians: Pentecost and the Spread of Christianity, Harper & Row, 1976
- The Flames of Rome, Doubleday, 1981
- Josephus, the Essential Writings: A Condensation of Jewish Antiquities and the Jewish War, Kregel, 1988
- In the Fullness of Time: A Historian looks at Christmas, Easter and the Early Church, HarperSanFrancisco, 1991
- A Skeleton in God's Closet, Thomas Nelson Inc., 1994
- Eusebius - The Church History: A new translation with commentary, Kregel, 1999
- More Than A Skeleton: It was one man against the world, Thomas Nelson Inc., 2003
- Con Hank Hanegraaf (coautore), The Da Vinci Code: Fact or Fiction?, Tyndale House, 2004
- The Constantine Codex, Tyndale House, 2011

### Libri per bambini
- The Very First Christmas, Concordia Publishing, 1998
- The Very First Easter, Concordia Publishing, 1999
- The Very First Christians, Concordia Publishing, 2001
- Martin Luther: A Man Who Changed the World, Concordia Publishing, 2004
- The Real Story of the Creation (illustrato da Robert T. Barrett), Concordia Publishing, 2007
- The Real Story of the Flood (illustrato da Robert T. Barrett), Concordia Publishing, 2008

### Documentari in DVD
- Christianity: The First Three Centuries (2003)
- The Odyssey of St. Paul (2003)
- Jesus: Legend or Lord? (2003)
- How We Got the Bible (2009)
- Christianity and the Competition (2010)
- The Week that Changed the World (2011)